# Шилинский сельсовет
Шилинский сельсовет — муниципальное образование со статусом сельского поселения в Сухобузимском районе Красноярского края России.
Административный центр — село Шила.

## Население
| 2010 | 2012  | 2013  | 2014  | 2015  | 2016  | 2017  |
| ---- | ----- | ----- | ----- | ----- | ----- | ----- |
| 2253 | ↗2316 | ↘2315 | ↘2283 | ↘2258 | ↘2237 | ↗2239 |

## Местное самоуправление
Глава муниципального образования — Зверева Зоя Михайловна, избрана 15 сентября 2014 года, срок полномочий — 5 лет. Адрес администрации: 663051, Сухобузимский район, с. Шила, ул. Ленина, д. 57, телефон: +7 (39199) 3-42-83.

## Состав сельского поселения
| № | Населённый пункт | Тип населённого пункта       | Население |
| - | ---------------- | ---------------------------- | --------- |
| 1 | Ковригино        | деревня                      | 161       |
| 2 | Ленинка          | деревня                      | 8         |
| 3 | Новотроицкое     | село                         | 157       |
| 4 | Шестаково        | деревня                      | ↗27       |
| 5 | Шила             | село, административный центр | 1722      |
| 6 | Шошкино          | деревня                      | 178       |